# 林鄭月娥
林鄭 月娥（りんてい げつが、キャリー・ラム、中国語：林鄭月娥、英語：Carrie Lam Cheng Yuet-ngor、1957年5月13日 - ）は、香港の元政治家。第4代香港特別行政区行政長官、初代国家安全維持委員会主席政務司司長、開発局長を歴任した。キリスト教徒（カトリック教会）。元の名は「鄭 月娥」で、現在の名は結婚後に夫の姓の「林」を冠したものである。

## 来歴
1957年5月13日に香港湾仔の駱克道にて、浙江省舟山市に起源を持つ香港の低所得層の親のもとに、4番目の子として誕生した。なお月娥の本籍地は浙江省寧波市とされる。鄭家には後に男子が誕生し、月娥は「5人兄弟姉妹の4番目」であった。駱克道で幼少期を過ごし、そこで初等教育を受けた。カトリック系の女子校で中等教育を受け、同校では「head prefect」（≒生徒代表）の役割をつとめた。同校卒業後、香港大学に入学。入学時の専攻はソーシャルワークであったが、第一学年終了時に専攻を社会学へと変更し、所属を「社会学部」へと変更した。同校在学中、学生運動に参加し、李永達や單仲偕など、後に香港の民主派の主流となる人々と知遇を得た。また清華大学との学生交流の企画立案にも参加。社会学の学士を得て、1980年に香港大学社会学部を卒業。
同年に香港政庁に就職し、それから香港政庁系のさまざまな組織で勤務した。
2007年7月1日、開発局長に任命される。在任中の2011年から2012年にかけて、香港政府高官や新界の旧住民の間で横行していた僭建（住宅の違法建築）を取り締まり、市民からの高い支持を集める。
2012年7月1日、政務司司長に任命される。11月9日には、低所得層問題を担当する扶貧委員会主席に就任。12月15日・16日に、中国の輸入業者が香港で日用品を買い占めたことで起きた物価高騰・路上占拠に対する抗議デモが発生したことを受け、輸入業者の取り締まり強化を指示 し、158人の輸入業者を逮捕した。
2013年8月26日、商工業ビルの極狭アパートに居住する低所得層への給付金支給を決定する。これに対し、違法である極狭アパートに居住する住民への給付に批判の声が挙がるが、「違法なのはアパートであり、住民ではない」と反論した。
市民からの支持が高いことから次期行政長官の有力候補に推されていた が、2014年の時点では2017年の行政長官選挙への不出馬を表明していた。しかし2017年1月に政務長官を辞任し、行政長官選挙に出馬。当時、市民からの支持を最も集めていたのは財政司司長を務めていた曽俊華であったが、3月26日の選挙では当選を果たした。香港選管の発表によれば、1,163人が有効票を投じ、777票の林鄭が当選した。中国国営新華社通信は、当選の確定した同日の正午過ぎには、速報を出し、中国の中央共産党政府幹部の関心の高さを裏づけた。
2017年3月31日、国務院令第678号により女性初の行政長官に任命された。同年4月11日、北京において中国の李克強総理と会見し、国務院令を渡された。7月1日、行政長官に就任した。
2019年10月22日、国家副主席の王岐山やマカオ特別行政区行政長官の崔世安とともに来日して徳仁天皇の即位礼正殿の儀に参列した。
2020年、林鄭月娥の銀行口座が閉鎖され、クレジットカードなども使用できなくなった。これは同年7月にアメリカ議会が香港の自治侵害に関わった中国当局者らに制裁を科す法案を可決したことによるもの で、年収521万香港ドル（約7000万円）の受け取りのほか、支払いも全て現金で行う生活を強いられていることが報道された。
2022年4月4日、翌月に予定されている行政長官選挙への不出馬と、任期満了をもって政界から引退することを表明した。6月30日に任期満了を迎え、後任の李家超が就任した。

## 2014年反政府デモへの対応
2013年10月17日、2016年の立法会選挙及び2017年の行政長官選挙に向けた選挙制度の意見集約を行う専門チームの責任者に任命される。民主派団体が1人1票の普通選挙を求めていることに対しては、「理想主義的で、香港基本法を無視している」「行政長官には、中国政府と敵対しない人物が就任するべき」 と否定的な考えを示した。
この香港政府の姿勢に反対する戴耀廷・陳健民・朱耀明が普通選挙を求める政治改革案を提出し、拒否された場合は中環を占拠しデモを行うと宣言。これに学生団体や民主派団体が加わり2014年香港反政府デモが発生した。林鄭は、デモ発生前の7月29日に戴らと会談しデモの中止を要求したが、交渉は決裂した。
10月21日、デモを主催する周永康ら学生団体の代表と会談。デモの解散を要求するが、普通選挙を求める周らの意見を拒否したため交渉は決裂する。これ以降、学生団体との会談に消極的な姿勢を示し、11月11日には高等法院の占拠禁止令に基き、デモ隊が占拠する地域のバリケード撤去に警察を投入すると発言 し、11月18日にバリケードの強制撤去を行った。強制撤去以降、各地でバリケード撤去やデモ隊の強制排除が行われ、12月15日に梁振英行政長官が反政府デモの終結を宣言した。

## 2019年逃亡犯条例改正案と反対デモへの対応
2019年9月4日、香港市民から反発を受けた2019年逃亡犯条例改正案の撤回を決定するも抗議活動は収束せず、10月4日に1967年の香港暴動以来52年ぶりとなる戒厳令に近い権限を行政長官に与える「緊急状況規則条例」を発動した。
2020年8月7日、香港国家安全維持法の施行に関与する人物として、アメリカ財務省による「米国内資産凍結、米国人との取引禁止」の制裁対象に指定された。

## 新型コロナウイルス感染症への対応
2020年3月27日、新型コロナウイルス感染症対策として、3月29日より公共の場所で5人以上が集まることを禁止すると発表した。これにより事実上、抗議集会やデモは行えなくなった。
2020年7月29日、全住民750万人に自宅外でのマスク着用を義務付けた。デモ参加者を取り締まるべく「覆面禁止法」が施行された前年2019年はマスクを着用した人々が警察に逮捕されていた。